# Sporting Challenger 2009
Lo Sporting Challenger 2009 è stato un torneo professionistico di tennis maschile giocato sulla terra rossa, che faceva parte dell'ATP Challenger Tour 2009. Si è giocato a Torino in Italia dal 29 giugno al 5 luglio 2009.

## Partecipanti

### Teste di serie
| Nazionalità | Giocatore       | Ranking* | Testa di serie |
| ----------- | --------------- | -------- | -------------- |
| Argentina   | Máximo González | 62       | 1              |
| Italia      | Potito Starace  | 80       | 2              |
| Portogallo  | Frederico Gil   | 83       | 3              |
| Argentina   | Diego Junqueira | 85       | 4              |
| Stati Uniti | Kevin Kim       | 86       | 5              |
| Austria     | Daniel Köllerer | 91       | 6              |
| Brasile     | Marcos Daniel   | 103      | 7              |
| Germania    | Simon Greul     | 106      | 8              |

- Ranking al 22 giugno 2009.

### Altri partecipanti
Giocatori che hanno ricevuto una wild card:
- Andrea Arnaboldi
- Alessio Di Mauro
- Thomas Fabbiano
- Matteo Trevisan

Giocatori passati dalle qualificazioni:
- Sergio Gutiérrez-Ferrol
- Adrián Menéndez Maceiras
- Cristian Villagrán
- Mariano Zabaleta
- Joseph Sirianni (lucky loser)

## Campioni

### Singolare
Potito Starace ha battuto in finale  Máximo González con il punteggio di 7–6(4), 6–3

### Doppio
Daniele Bracciali /  Potito Starace hanno battuto in finale  Santiago Giraldo /  Pere Riba con il punteggio di 6–3, 6–4